# NoCGV Harstad
Le NoCGV Harstad est un navire de surveillance offshore spécialement conçu pour la garde côtière norvégienne selon des normes civiles. Il est nommé d'après la ville de Harstad, dans le nord de la Norvège. Depuis mai 2018, le commandant du navire est le lieutenant-commandant. Kyrre Einarsen.

## Historique
Le Harstad a été construit pour être un navire polyvalent, mais optimisé pour le remorquage d'urgence de gros pétroliers, le nettoyage des déversements d'hydrocarbures et la lutte contre l'incendie. L'inspection des pêches et la recherche et sauvetage dans la grande zone économique exclusive de la Norvège sont ses tâches les plus courantes. Le Harstad est équipé pour utiliser le système de sauvetage sous-marin de l' OTAN (NSRS) , un système de sauvetage pour les sous-marins endommagés des trois pays de l'OTAN, la France , le Royaume-Uni et la Norvège. L'augmentation constante du trafic de gros pétroliers le long de la côte norvégienne explique la nécessité de ce type de navire.
Le navire est construit est d'une conception haut de gamme du concepteur Rolls-Royce Marine AS.